# Tatsuya Murata
Tatsuya Murata (Tokio, 8 augustus 1972) is een voormalig Japans voetballer.

## Carrière
Tatsuya Murata speelde tussen 1991 en 2004 voor Verdy Kawasaki, Consadole Sapporo, Vegalta Sendai en Omiya Ardija.